# Allen Hatcher
Allen Edward Hatcher (23 de outubro de 1944) é um matemático estadunidense. É especialista em topologia.
Obteve um Ph.D. em 1971 na Universidade Stanford, orientado por Hans Samelson. Tornou-se então professor da Universidade da Califórnia em Los Angeles. É desde 1983 professor da Universidade Cornell.

## Publicações selecionadas

### Artigos
- Hatcher and Thurston, A presentation for the mapping class group of a closed orientable surface. Topology 19 (1980), no. 3, 221—237.
- Hatcher, On the boundary curves of incompressible surfaces. Pacific J. Math. 99 (1982), no. 2, 373—377.
- Floyd and Hatcher, Incompressible surfaces in punctured-torus bundles. Topology Appl. 13 (1982), no. 3, 263—282.
- Hatcher and Thurston, Incompressible surfaces in {\displaystyle \scriptstyle 2}-bridge knot complements. Invent. Math. 79 (1985), no. 2, 225—246.
- Hatcher, A proof of the Smale conjecture, {\displaystyle \scriptstyle {\mathrm {Diff} }(S^{3})\simeq {\mathrm {O} }(4)}. Ann. of Math. (2) 117 (1983), no. 3, 553—607.

### Livros
- Hatcher, Allen, Algebraic topology. Cambridge University Press, Cambridge, 2002. xii+544 pp. ISBN 0-521-79160-X and ISBN 0-521-79540-0

#### Livros em preparação
- Vector Bundles and K-Theory
- Spectral Sequences in Algebraic Topology
- Basic Topology of 3-Manifolds